# Låtsaslycklig
Låtsaslycklig är Blanceflors sista album. Det kom ut 2001 och producerades av Tomas Skogsberg och Johan Johansson i Sunlight Studio i Stockholm. Mixad av Tomas Skogsberg. Mastrad av Peter in de Betou i Cutting Room.

## Låtar
1. Påminnelse - 1:30
2. Räddare kan ingen vara - 3:44
3. Kommer du va där? - 2:29
4. Min blå skugga - 3:15
5. Lite längre in - 4:03
6. Tar aldrig slut - 2:11
7. Kass detektiv - 2:23
8. Jag vet att du vet - 3:56
9. Hållplats - 3:03
10. Som alla andra - 3:27
11. Mellan tårar och skratt - 3:27
12. Fridlyst - 5:24

- Total speltid: 38:52

## Medlemmar
- Sulo: sång
- Stefan Björk: bas
- Mats Larson: gitarrer
- Lutten: trummor

### Studiomusiker
- Johan Johansson: sång och percussion
- Claes Carlsson: sax på 2 och 5
- Ulrika Freccero: sång på 2, 5 och 9
- Micke Swahn: piano och orgel på 4, 5 och 8